# Луций Корнелий Мерула (консул 87 года до н. э.)
Лу́ций Корне́лий Меру́ла (лат. Lucius Cornelius Merula; умер в 87 году до н. э., Рим, Римская республика) — римский политический деятель из патрицианского рода Корнелиев Мерул, консул-суффект 87 года до н. э., избранный после изгнания из Рима Луция Корнелия Цинны. Потерпев поражение в гражданской войне, был вынужден покончить с собой.

## Происхождение
Мерула принадлежал к разветвлённому патрицианскому роду Корнелиев, имевшему этрусское происхождение. Согласно Капитолийским фастам, у его отца и деда был тот же преномен — Луций.

## Биография
С неизвестного момента Луций Корнелий занимал жреческую должность фламина Юпитера, которая накладывала на него множество ритуальных ограничений. В частности, он был обязан всегда ходить в головном уборе, не мог ночевать вне своего дома дольше трёх раз подряд, видеть войско за пределами померия, ездить на коне и т. п. Всё это фактически закрывало для фламинов возможность сделать военную и политическую карьеру. Тем не менее, учитывая требования Закона Виллия, установившего минимальные временные промежутки между магистратурами, исследователи предполагают, что не позже 90 года Мерула должен был занимать должность претора.
В 87 году до н. э. в Риме произошли уличные бои между сторонниками двух консулов — Гнея Октавия, получившего поддержку сената, и Луция Корнелия Цинны. Последний потерпел поражение, бежал из города и был формально низложен. Мерула стал консулом-суффектом; на тот момент он не принадлежал ни к одной из противоборствующих группировок. Вскоре Цинна заключил союз с Гаем Марием и осадил Рим. Мерула участвовал в организации обороны: так, по словам Аппиана, он «укреплял Город рвами и ремонтом стен и устанавливал военные машины». Тем не менее Рим вскоре сдался марианцам из-за эпидемий и голода, а Мерула сложил с себя консульские полномочия.
Цинна и Марий развернули террор против своих врагов из нобилитета. Ряд аристократов был убит в первые дни после падения города, но Мерулы в их числе не было. Ему прислали вызов в суд; Луций Корнелий, понимая, что его участь в любом случае решена, вскрыл себе вены. Он оставил записку, в которой сообщил, что перед смертью снял головной убор, как того требовало одно из придуманных для фламинов правил. Согласно Веллею Патеркулу, истекая кровью, Мерула проклял Цинну и его приверженцев; «так завершил он жизнь, полную заслуг перед государством».
После гибели Луция Корнелия должность фламина Юпитера оставалась вакантной 75 лет. В историографии существует мнение, что Марий и Цинна постарались поскорее сделать фламином юного Гая Юлия Цезаря, чтобы снять произнесённое Мерулой проклятие. В любом случае Цезарь эту должность так и не занял.